# Václavky
Václavky je malá vesnice, část obce Dolní Újezd v okrese Svitavy. Nachází se 3 km na severozápad od Dolního Újezdu. V roce 2009 zde bylo evidováno 12 adres. V roce 2001 zde trvale žilo 25 obyvatel.
Václavky leží v katastrálním území Dolní Újezd u Litomyšle o výměře 19,72 km2.

## Historie
Osada Václavky byla založena roku 1730 Františkem Václavem hrabětem Trautmansdorfem. V roce 1922 v ní bylo 13 stavení.

## Další fotografie

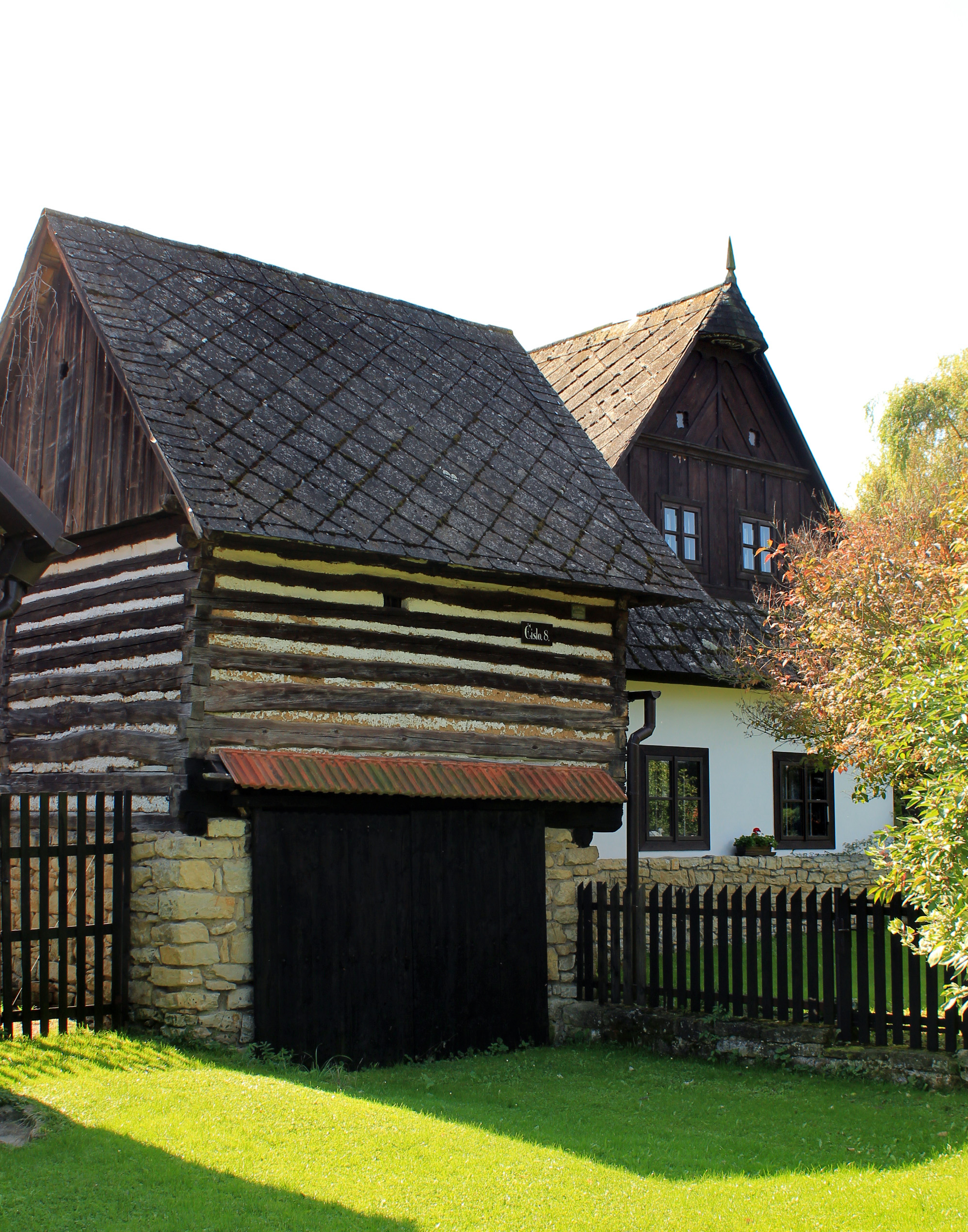
Roubenka
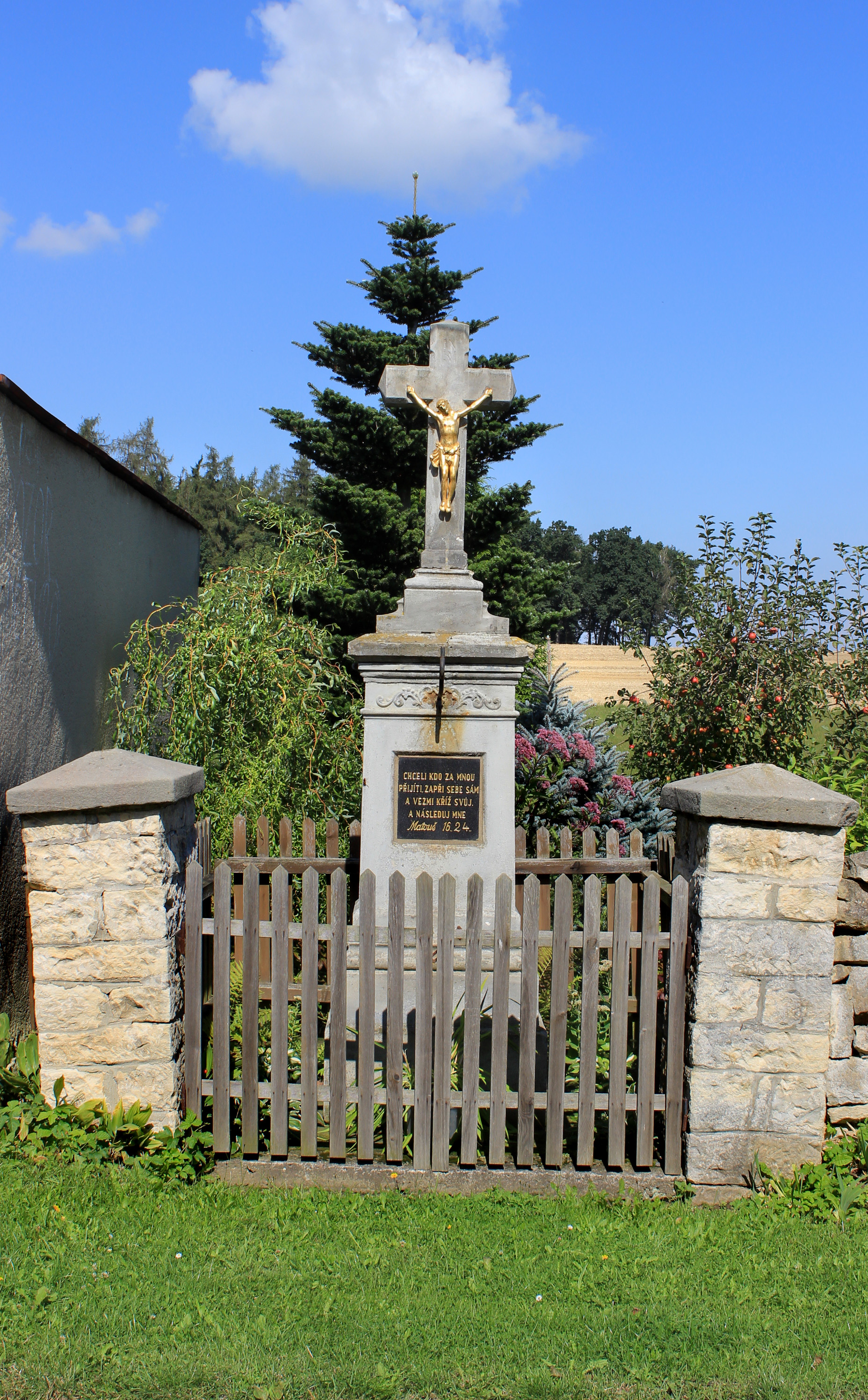
Křížek u plotu
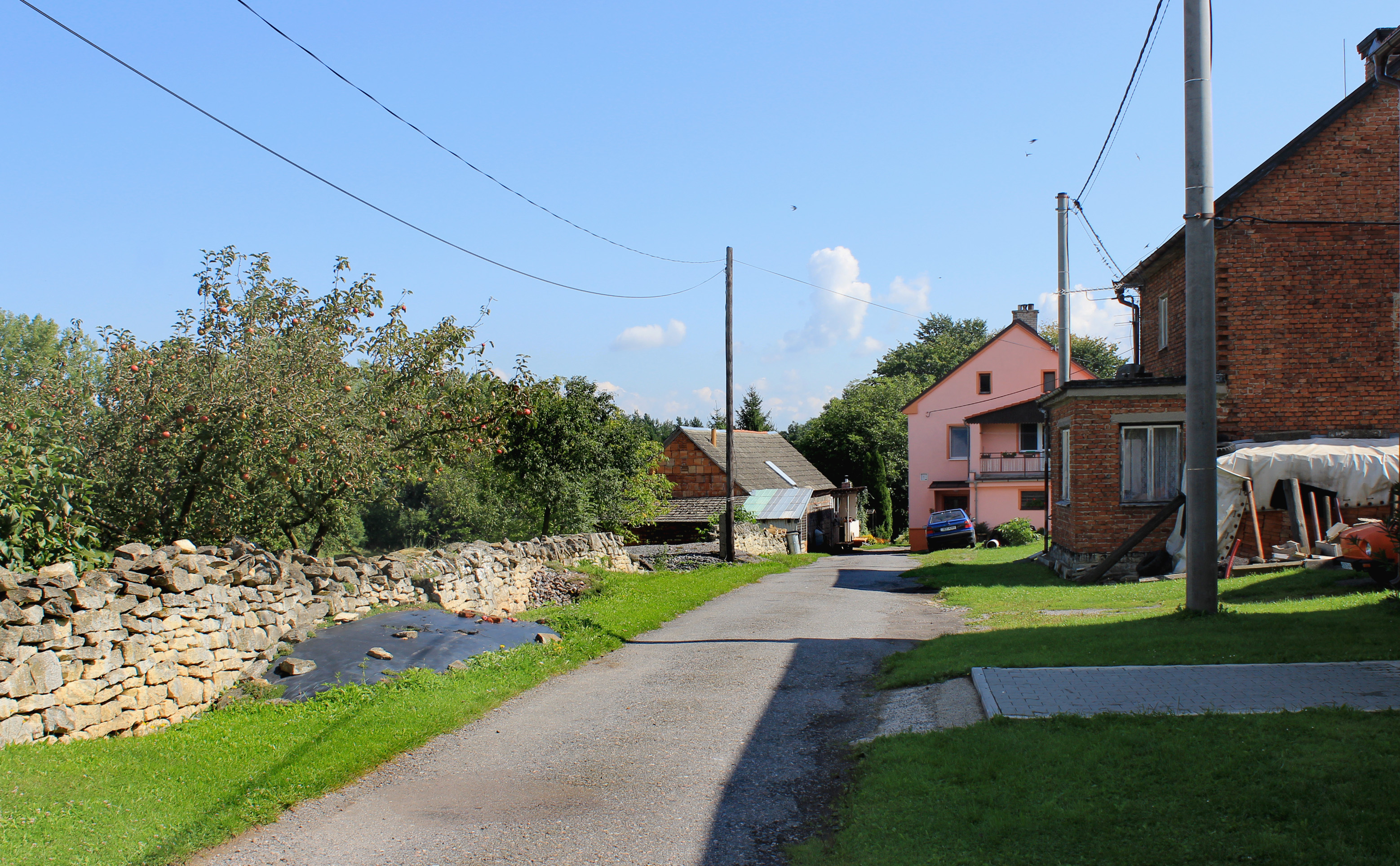
Severní konec vesnice